# Arsamès (fils d'Artaxerxès II)
Pour les articles homonymes, voir Arsamès.
Arsamès est un prince perse. Fils du roi Artaxerxès II et de la reine Amestris. Il a trois frères : Artaxerxès III, Ocha et Darius et trois sœurs : Rhodogune, Apama et Sisygambis.
Il est assassiné en 358 av. J.-C.